# Alessandro Frosini
Alessandro Abbio (ur. 22 września 1972 w Sienie) – włoski koszykarz, występujący na pozycji środkowego
Mierzy 209 cm i waży 110 kg.

## Kariera zawodnicza
- 1990–1994 Gaxo Verona
- 1994–1997 Fortitudo Bolonia
- 1997–2003 Virtus Bolonia
- 2003–2005 Scavolini Pesaro
- 2005–2007 Angelica Biella
- 2007–2009 Eldo Caserta

## Sukcesy
- z reprezentacją Włoch:
  -  2. miejsce na Mistrzostwach Europy w 1997 roku
  - 5. miejsce na Mistrzostwach Europy w 1995 roku
  - 6. miejsce na Mistrzostwach Świata w 1998 roku
- z Gaxo Verona
  - Puchar Włoch w 1991 roku
- z Virtusem Bolonia
  - 3-krotne zdobycie Pucharu Włoch w 1999, 2001 i 2002 roku
  -  2-krotny mistrz Euroligi w 1998 i 2001 roku
  -  2-krotny wicemistrz Euroligi w 1999 i 2002 roku
  -  2-krotny mistrz Włoch w 1998 i 2001 roku
  - 2. miejsce w Pucharze Saporty w 2000 roku
- z Eldo Caserta
  - awans do Liga Basket A w 2008 roku